# Партідо-де-ла-Сьєрра-ен-Тобаліна
Партідо-де-ла-Сьєрра-ен-Тобаліна (ісп. Partido de la Sierra en Tobalina) — муніципалітет в Іспанії, у складі автономної спільноти Кастилія-і-Леон, у провінції Бургос. Населення — 87 осіб (2010).
Муніципалітет розташований на відстані близько 260 км на північ від Мадрида, 55 км на північний схід від Бургоса.
На території муніципалітету розташовані такі населені пункти: (дані про населення за 2010 рік)
- Кубілья-де-ла-Сьєрра: 29 осіб
- Ранера: 19 осіб
- Вальдеррама: 39 осіб

## Демографія
Динаміка населення (INE ):